# Konrad von Bärenfels
Konrad von Bärenfels (* um 1305; † 1372 in Basel) war Bürgermeister von Basel.  

## Leben
Ritter Konrad von Bärenfels wurde als Sohn des Johannes von Bärenfels († um 1314), Schultheiss in Kleinbasel, und dessen Ehefrau Margarita von Hertenberg, geboren. Die Vorfahren stammten aus Brombach; so war sein Grossvater Werner, Vogt von Brombach und um 1290 Schultheiss von Kleinbasel, der Stammvater der Herren von Bärenfels. Er hatte noch drei Brüder:
- Werner I. von Bärenfels  († 18. Oktober 1356 in Basel), Edelknecht;
- Arnold von Bärenfels, Geistlicher in Basel;
- Johann III. von Bärenfels, hatte als Ratsknecht die Polizeigewalt in Basel.

Konrad von Bärenfels war Schultheiss in Gross- und Kleinbasel sowie 1334 und in den Jahren 1338 bis 1364, abwechselnd mit Ritter Konrad Münch sowie mit Angehörigen der Geschlechter Schaler und Reich, Bürgermeister von Basel. In seine Regierungszeit fiel das Erdbeben von Basel am 18. Oktober 1356, bei dem einer seiner Brüder ums Leben kam, als er von einer Zinnkrone der Peterskirche erschlagen wurde.
Mit dem Basler Bischof Johann Senn von Münsingen reiste er 1335/36 zum Papst Benedikt XII. nach Avignon und wirkte ansonsten oft als Vermittler, Schiedsrichter, Bürge und Vertreter bei Geschäften und Streitigkeiten von Städten, Adligen und Fürsten mit.
Konrad von Bärenfels war verheiratet und hatte vier Söhne, von diesen sind namentlich bekannt:
- Werner II. von Bärenfels, Schultheiss in Kleinbasel;
- Adelberg von Bärenfels;
- Arnold II. von Bärenfels, Bürgermeister von Basel.

Drei seiner Söhne fielen am 9. Juli 1386 in der Schlacht von Sempach für Herzog Leopold III. von Habsburg.